# Bay (Arkansas)
Pour les articles homonymes, voir Bay.
Bay est une municipalité du comté de Craighead, dans l'État de l'Arkansas aux États-Unis.

## Démographie
| 1930 | 1940 | 1950 | 1960 | 1970 | 1980  |
| ---- | ---- | ---- | ---- | ---- | ----- |
| 300  | 357  | 500  | 627  | 751  | 1 605 |

| 1990  | 2000  | 2010  | - | - | - |
| ----- | ----- | ----- | - | - | - |
| 1 660 | 1 800 | 1 801 | - | - | - |